# خرک حلقه

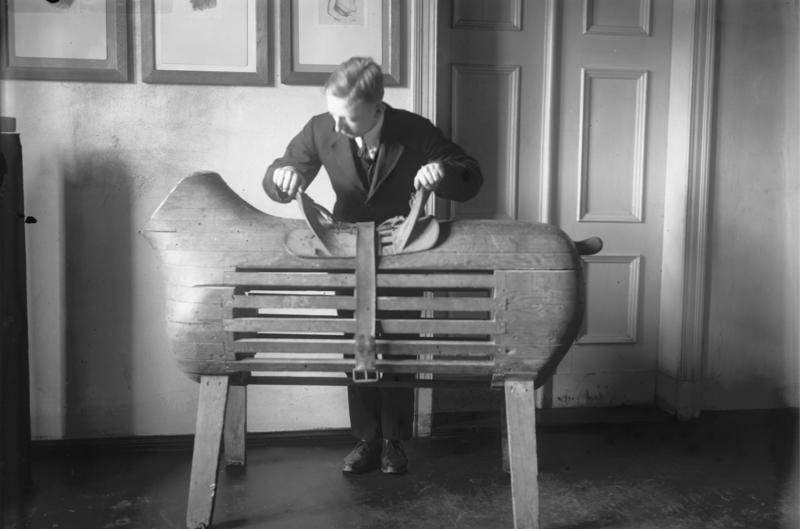

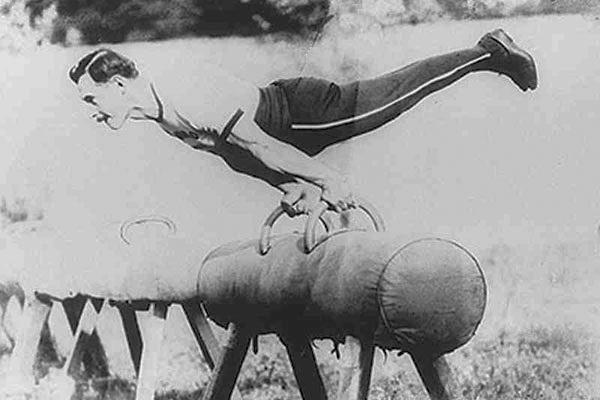

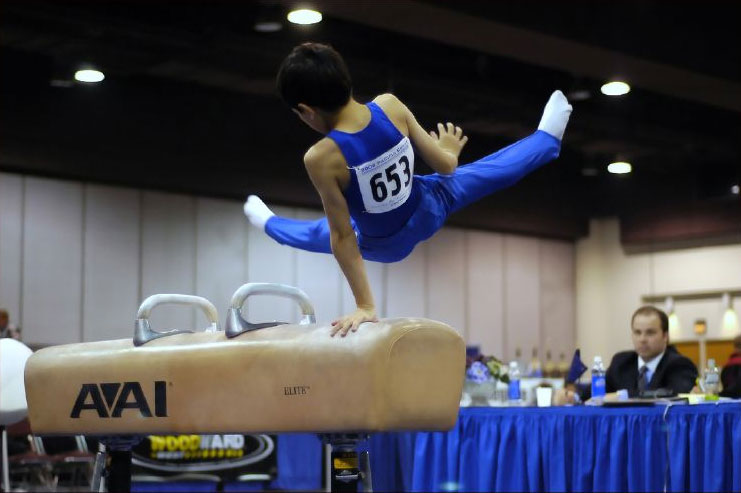

خرک حلقه (به انگلیسی: Pommel horse) یکی از ابزارهای ورزش ژیمناستیک هنری است. این ابزار تنها توسط مردان ژیمناستیک‌کار بکار می‌رود.

## ابعاد
اندازه‌گیری‌های فدراسیون جهانی ژیمناستیک:
- ارتفاع از سطح بالا به کف: ۱۱۵ سانتیمتر (۳٫۷۷ فوت) ۱ سانتی‌متر (۰٫۳۹ اینچ)
- طول در بالا: ۱۶۰ سانتی‌متر (۵٫۲ فوت) ± ۱ سانتی‌متر (۰٫۳۹ اینچ)
- طول در پایین: ۱۵۵ سانتی‌متر (۵٫۰۹ فوت) ± ۱ سانتی‌متر (۰٫۳۹ اینچ)
- عرض در بالا: ۳۵ سانتی‌متر (۱۴ اینچ) ۱ سانتی‌متر (۰٫۳۹ اینچ)
- عرض در پایین: ۳۰ سانتی‌متر (۱۲ اینچ) ۱ سانتیمتر (۰٫۳۹ اینچ)
- ارتفاع زین‌ها: ۱۲ سانتی‌متر (۴٫۷ اینچ) ۰٫۵ ± سانتی‌متر (۰٫۲۰ اینچ)
- فاصله بین تخته‌ها: ۴۰ سانتی‌متر (۱۶ اینچ) - ۴۵ سانتی‌متر (۱۸ اینچ) (قابل تنظیم)